# Фромберг, Ричард
Ричард Джеймс Фромберг (англ. Richard James Fromberg; род. 28 апреля 1970, Алверстон, Тасмания, Австралия) — австралийский теннисист и тренер, победитель шести турниров ATP (4 — в одиночном разряде), двукратный финалист Кубка Дэвиса в составе сборной Австралии (1990, 1993), финалист одного юниорского турнира Большого шлема в парном разряде (Australian Open-1988), полуфиналист двух юниорских турниров Большого шлема в одиночном разряде (Australian Open-1988, Уимблдон-1988).

## Биография
Ричард Фромберг родился 28 апреля 1970 года в Алверстоне (Тасмания, Австралия). Он начал играть в теннис в 10-летнем возрасте. В 1986—1989 годах он был стипендиатом Австралийского института спорта.
В 1987 году австралиец дошёл до четвертьфинала одиночных соревнований Открытого чемпионата Австралии по теннису в юниорском разряде. В 1988 году он дошёл до полуфинала в одиночных и финала в парных соревнованиях Открытого чемпионата Австралии по теннису, а также играл в одиночном полуфинале Уимблдонского турнира — всё это тоже в юниорском разряде.
К концу 1988 года он уже полностью перешёл во взрослый теннис. В 1990 году Фромберг завоевал первый титул в одиночном разряде на турнире ATP: в Болонье, а также первый титул в парном разряде: в Скенектади.
Ричард играл за сборную Австралии в двух финалах Кубка Дэвиса, в 1990 и 1993 годах. В 1990 году команда Австралии проиграла команде США со счётом 2—3, причём Фромберг в одиночных матчах выиграл у Майкла Чанга, но в упорной борьбе в пятисетовом матче проиграл Андре Агасси. В 1993 году команда Австралии проиграла команде Германии со счётом 1—4 — Фромберг выиграл у Марка-Кевина Гёлльнера, но проиграл Михаэлю Штиху. За всю карьеру в Кубке Дэвиса у Фромберга было 10 побед и 4 поражения в одиночных встречах и одна победа в единственной парной встрече.
Лучшим результатом Фромберга на турнирах Большого шлема был выход в 4-й круг Открытого чемпионата Австралии по теннису в 1993 и 1998 годах.
За свою карьеру Ричард Фромберг выиграл 4 турнира в одиночном разряде и 2 турнира в парном разряде. Наивысшая одиночная позиция в мировом рейтинге теннисистов-профессионалов — 24-я (в 1990 году). За свою карьеру он заработал в качестве призовых 2 605 740 долларов США.
После окончания карьеры профессионального теннисиста Ричард Фромберг продолжает работать тренером теннисной академии Фромберга—Маккарди (Fromberg–McCurdy Tennis Academy), а также иногда выступает в матчах ветеранов — в частности, в показательном парном матче «теннисных легенд» на Открытом чемпионате Австралии 2012 года.

## Финалы турниров ATP

### Одиночный разряд: 11 финалов (4 победы — 7 поражений)
| Легенда                    |
| Турниры Большого шлема (0) |
| Кубок Мастерс (0)          |
| Серия ATP Мастерс (0)      |
| Прочие турниры ATP (4)     |

| Результат | №  | Дата             | Турнир     | Покрытие | Соперник          | Счёт               |
| Поражение | 1. | 5 мая 1990       | Сингапур   | Хард     | Келли Джонс       | 4-6, 6-2, 6-74     |
| Победа    | 1. | 28 мая 1990      | Болонья    | Грунт    | Марк Россе        | 4-6, 6-4, 7-65     |
| Победа    | 2. | 16 июля 1990     | Бостад     | Грунт    | Магнус Ларссон    | 6-2, 7-6           |
| Победа    | 3. | 5 января 1991    | Веллингтон | Хард     | Ларс Юнссон       | 6-1, 6-4, 6-4      |
| Поражение | 2. | 9 мая 1993       | Тампа      | Грунт    | Хайме Исага       | 4-6, 2-6           |
| Поражение | 3. | 12 июня 1994     | Флоренция  | Грунт    | Марсело Филиппини | 6-3, 3-6, 3-6      |
| Поражение | 4. | 1 августа 1994   | Хилверсюм  | Грунт    | Карел Новачек     | 5-7, 4-6, 6-77     |
| Поражение | 5. | 15 января 1995   | Сидней     | Грунт    | Патрик Макинрой   | 2-6, 6-74          |
| Победа    | 4. | 29 сентября 1997 | Бухарест   | Грунт    | Андреа Гауденци   | 6-1, 7-62          |
| Поражение | 6. | 18 января 1998   | Окленд     | Хард     | Марсело Риос      | 6-4, 4-6, 6-73     |
| Поражение | 7. | 9 августа 1998   | Амстердам  | Грунт    | Магнус Норман     | 3-6, 3-6, 6-2, 4-6 |

### Парный разряд: 2 финала (2 победы)
| Результат | №  | Дата            | Турнир     | Покрытие | Партнёр     | Соперники                         | Счёт          |
| Победа    | 1. | 27 августа 1990 | Скенектади | Хард     | Брэд Пирс   | Брайан Гэрроу Свен Салумаа        | 6-2, 3-6, 7-6 |
| Победа    | 2. | 28 июля 1997    | Кицбюэль   | Грунт    | Уэйн Артурс | Томас Бухмайер Томас Штренгбергер | 6-4, 6-3      |

## Выступления в командных турнирах

### Финалы командных турниров: 2 финала (2 поражения)
| №  | Год  | Турнир       | Команда                                                        | Соперник в финале                          | Счёт |
| 1. | 1990 | Кубок Дэвиса | Австралия Д. Кэхилл, П. Кэш, Д. Фицджеральд, Р. Фромберг       | США А. Агасси, М. Чанг, Р. Лич, Д. Пью     | 2-3  |
| 2. | 1993 | Кубок Дэвиса | Австралия Т. Вудбридж, М. Вудфорд, Д. Столтенберг, Р. Фромберг | Германия М.-К. Гёлльнер, П. Кюнен, М. Штих | 1-4  |